# Vibration
Vibrationen, auch als Erschütterung und auf Englisch als chatter bezeichnet, sind periodische (mechanische) Schwingungen von Stoffen und Körpern, die selbst elastisch sind oder aus elastisch verbundenen Einzelteilen bzw. Bausteinen bestehen. Im Gegensatz zum Begriff „Schwingung“ suggeriert „Vibration“ die unmittelbare Hörbarkeit oder Fühlbarkeit des Vorgangs.
Viele Organismen besitzen Rezeptoren, die nicht auf einfache Berührung, wohl aber auf periodische mechanische Reize reagieren (→ Mechanorezeptoren der Haut). Der Übergang vom Fühlen zum Hören ist dabei eher graduell.

## Musik, Akustik
Bei Musikinstrumenten versteht man unter Vibrationen zunächst die unerwünschte Resonanz von Bauteilen, die Störgeräusche produzieren können. Hier dienen u. a. Filz- oder Lederpolster zur Dämpfung von solchen Effekten. Zu unterscheiden ist davon die gewollte periodisch wiederkehrende, geringfügige Veränderung der Tonhöhe, das Vibrato.

## Wahrnehmung, Sinne, Haut
In der Sinnesphysiologie versteht man unter Vibrationen leichte Erschütterungen, die über spezielle Rezeptoren (Vater-Pacini-Körperchen) registriert werden. Die Vibrationswahrnehmung ist Teil der haptischen Wahrnehmung und wird der Feinwahrnehmung (epikritische Sensibilität) zugeordnet.
In der Klassischen Massage ist die Vibration einer der dort angewendeten fünf Handgriffe. Die Physikalische Therapie benutzt höher- und hochfrequente Vibrationen (3 bis 30 Hz) unter anderem zur Schleimlösung in den Atemwegen.

## Wirkungen auf den Menschen
In der Wahrnehmung des Menschen unterscheiden sich Vibration und Erschütterungen von hörbaren Geräuschen. Demnach lässt sich die Abgrenzung im tieffrequenten Bereich vornehmen. Dabei spielt die untere Hörschwelle die entscheidende Rolle. Die Wirkung nichthörbarer tieffrequenter Geräusche (Infraschall) wird zum Beispiel mit speziellen Musikinstrumenten oder Infraschall-Generatoren untersucht. Im Zusammenhang mit dem Lärm von Eisenbahnen, insbesondere durch den nächtlichen Güterverkehr, ist – zumindest in Deutschland – eine Zunahme von Beschwerden seitens der Anwohner zu beobachten. Gesetzliche Grenzwerte gibt es jedoch in Deutschland bisher nur beim Arbeitsschutz.
Je nach Frequenzbereich und Stärke der Vibration können bei längerer Belastung, beispielsweise beim Arbeiten, zunächst allgemeines Unbehagen und später auch verschiedene Symptome wie zum Beispiel Schmerzen im Unterleib oder Brustkorb sowie Rücken- oder Kopfschmerzen auftreten. Jahrelange Belastung durch Vibrationen können, je nach Einwirkungsort, zu Lendenwirbelsäulen- und Gelenkschäden führen. Des Weiteren können vibrationsbedingte Durchblutungsstörungen auftreten, vor allem in den Händen (siehe Vibrationsbedingtes vasospastisches Syndrom). Diese Schädigungen gelten seit 1993 als Berufskrankheiten.

## Auswirkungen auf physikalische Körper
Je nach Frequenzbereich der Vibration können bei längerem Auftreten von mechanischen Schwingungen (= beständige Vibration) Materialermüdungen auftreten. Dies erfolgt meist durch interkristalline (entlang der Korngrenzen des Gefüges) Rissbildung in Werkstoffen unter dem gleichzeitigen Einfluss einer periodisch wechselnden Zugspannung oder mit überlagerter niederfrequenter Zugschwellspannung. Dieser Effekt kann durch Anwesenheit eines spezifischen Korrosionsmediums verstärkt werden. Die Effekte werden daher seit langem untersucht. In der VDI-Richtlinie 2062 hieß es dazu bereits in den 1970er Jahren: „Unerwünschten Schwingungen und Stoßeinwirkungen begegnet man auf allen technischen Gebieten, insbesondere der Maschinen- und Elektroindustrie, der Verkehrs-, der Bau- und Verfahrenstechnik.“
Auch im Zusammenhang mit auftretenden Gebäudeschäden wird Ursachenforschung betrieben. Die Bund/Länder-Arbeitsgemeinschaft Immissionsschutz hat zu dieser Thematik umfangreiche Arbeitshinweise zusammengestellt. Darin wird festgestellt: „Eine für Anlagenbetreiber und Überwachungsbehörden gleichermaßen bundesweit rechtsverbindliche Klärung der Frage, wann Erschütterungsimmissionen auf bauliche Anlagen und auf Menschen in Gebäuden als schädliche Umwelteinwirkungen anzusehen sind, existiert nicht.“ Oft kann aber die subjektive Wahrnehmung von Betroffenen nicht durch Messungen bestätigt werden. Eine Untersuchung des Landesamtes für Geologie und Bergbau in Rheinland-Pfalz, die im Jahr 2013 durchgeführt wurde, hatte folgendes Ergebnis: „Ein ursächlicher Zusammenhang zwischen verkehrsbedingten Erschütterungen und Massenbewegungen (Steinschläge und Felsstürze) am Mittelrhein kann auf der Basis der vorliegenden Messergebnisse und Untersuchungen nicht hergestellt werden.“*

## Vibrationsverminderung
Die Maßnahmen zur Vibrationsbekämpfung unterscheiden sich grundsätzlich von denen der Lärmbekämpfung. Vibrationen haben zwar häufig ähnliche Ursachen und können oft auch Lärm verursachen, die Verbreitungswege
sind aber unterschiedlich. Der Schall breitet sich zunächst direkt durch die Luft aus, die Erschütterungen oder Vibrationen hingegen durch festes Material. Vibrationen können für den Menschen hörbar werden, wenn zum Beispiel Bauteile (Decken, Wände) im hörbaren Frequenzbereich sekundär Luftschall abstrahlen. Da der Sekundärschall passive Schallschutzmaßnahmen wie Lärmschutzwände oder Schallschutzfenster teilweise unterläuft, sind für diese Immissionen (Vibration, Sekundärschall) Schutzmaßnahmen an der Quelle (Emission) wirkungsvoller. Maßnahmen an der Quelle richten sich dabei auf Maschinenfundamente, Bahngleise usw.
Zur Beurteilung von Erschütterungs- und Sekundärschallimmissionen dienen beispielsweise die ÖNORM S 9012 in Österreich oder die BEKS in der Schweiz und in Liechtenstein. In Deutschland enthält das 
VDI-Handbuch Schwingungstechnik umfangreiche Beschreibungen und Empfehlungen. Schwingungen an und in Bauwerken werden nach Maßgabe der DIN-Reihe 4150 ermittelt und beurteilt; diese Reihe enthält auch Vorgaben zur Minderung. 
Um das Arbeiten in einer Umgebung mit Vibrationen so erträglich wie möglich zu gestalten, sollte bei der Arbeitsplatzgestaltung auf folgende Dinge geachtet werden:
Nach Möglichkeit sollten drehende statt oszillierende Maschinenteile verwendet werden. Riementriebe sind Kettentrieben vorzuziehen. Bohren verursacht weniger Vibrationen als Stanzen, Hämmern oder Rammen. Ein Elektroantrieb läuft wesentlich vibrationsärmer als ein Verbrennungsmotor.
Außerdem kann der Arbeitsplatz auch durch Schwingungsisolation hinter der Vibrationsquelle geschützt werden. Hierbei wird zwischen aktiver (Vibrationserreger wird isoliert) und passiver (zu schützender Arbeitsbereich wird isoliert) Isolation unterschieden.
Nationale Arbeitsschutzverordnungen, die vibrationsbedingte Schädigungen vermeiden sollen, bilden die rechtliche Grundlage für Maßnahmen zur Vibrationsverminderung. In Deutschland ist dies beispielsweise die Lärm- und Vibrations-Arbeitsschutzverordnung vom März 2007.